# Eva Díaz Pérez
Eva Diaz Perez (Sevilla, 1971) es una periodista y escritora española. Ha recibido el Premio Andalucía de Periodismo entre otros muchos. Desde julio de 2019 hasta noviembre de 2022 ha sido directora del Centro Andaluz de las Letras. En mayo de 2022 fue elegida académica numeraria de la Real Academia Sevillana de Buenas Letras y en mayo de 2023 leyó su discurso de ingreso. En junio de 2023 ingresa en la Real Academia Hispano Americana de Ciencias, Artes y Letras de Cádiz.
En marzo de 2023 obtuvo el premio del Ayuntamiento de Sevilla "Sevilla, territorio de igualdad" en la modalidad de Comunicación. 
Ha sido coordinadora de la exposición "Los Machado. Retrato de familia" inaugurada en Sevilla por el rey Felipe VI el 21 de octubre de 2024 y comisariada por Alfonso Guerra. 
En octubre de 2024 también comienza a colaborar en Diario de Sevilla
El 21 de febrero de 2025 fue galardonada con la distinción honorífica "BANDERA DE ANDALUCÍA" en la modalidad de las Ciencias Sociales y las Letras por la provincia de Sevilla que cada año, con ocasión del 28F, entrega la Junta de Andalucía para reconocer los méritos y acciones que tienen como referencia la solidaridad y el trabajo en beneficio de la ciudadanía de la provincia. 

## Trayectoria
Es licenciada en Ciencias de la Información por la Universidad de Sevilla. Como periodista, se inició en el desaparecido Diario 16. Trabajó más de veinte años en el diario El Mundo como redactora especializada en temas culturales. Colaboradora en los diarios Diario de Sevilla,  ABC y El País y en las revistas Mercurio y Andalucía en la Historia.
Como escritora comenzó su carrera literaria con la publicación en 2001 del libro satírico El polvo del camino. El libro maldito del Rocío. En los años 2003 y 2004 fue finalista del Premio Nacional de Periodismo. En 2005, la Fundación José Manuel Lara le publicó la novela histórica Memoria de cenizas, por la que el medio Protestante Digital le concedió en 2008 el Premio Unamuno, «amigo de los protestantes», "por su importante contribución a la recuperación de la memoria histórica protestante".
En 2006, nuevamente con la Fundación José Manuel Lara, publicó Hijos del Mediodía que obtuvo el Premio El Público de Canal Sur Radio y Televisión a la Cultura Andaluza, premio de narrativa que otorga este ente público andaluz. En 2008 fue finalista del Premio Nadal con su obra El Club de la Memoria, publicada por Ediciones Destino. En 2011, publicó su cuarta novela El sonámbulo de Verdún en Ediciones Destino y en 2013 Adriático, con la que obtuvo el VII Premio Málaga de Novela y posteriormente, en mayo de 2014, el Premio Andalucía de la crítica. En 2013 recibió el Premio Literario Feria del Libro de Sevilla por su trayectoria literaria. Otros premios de periodismo que ha ganado son Francisco Valdés, Unicaja, Universidad de Sevilla, Ciudad de Málaga y Ciudad de Huelva. 
En 2017 publicó la novela sobre el pintor barroco Bartolomé Esteban Murillo titulada El color de los ángeles con la Editorial Planeta. En 2020, reeditó su novela Memoria de cenizas con la editorial el Paseo. En marzo de 2022 publicó con la Fundación José Manuel Lara El sueño del gramático, novela con la que rinde homenaje al humanista Antonio de Nebrija en el año de su V centenario. 
Eva Díaz Pérez también destaca por sus ensayos Travesías históricas: viajeros que contaron el mundo, Fundación Lara, 2017; La Andalucía del exilio. Fundación Lara, 2008 y la guía literaria Sevilla, un retrato literario, Editorial Paréntesis, 2011. Además es coautora junto a la periodista sevillana Marta Carrasco de la biografía Salvador Távora. El sentimiento trágico de Andalucía, Fundación Lara, 2005 y del libro Semana Santa insólita. Delirios y visiones heterodoxas de la Semana Santa sevillana editado por la editorial Almuzara en 2014 realizado junto al periodista sevillano José María Rondón.
En 2018, en el contexto de la celebración del 250 aniversario del nacimiento del abate Marchena, coordinó y prologó el volumen de relatos Vida y ficciones del abate Marchena publicado por la Fundación Lara.
Ha impartido clases de Periodismo Cultural en el Centro Universitario EUSA, adscrito a la Universidad de Sevilla y también da cursos sobre literatura en diversos centros y universidades españolas y extranjeras.
En 2018, fue la comisaria del Año Murillo, el proyecto de ciudad la ciudad de Sevilla y una efeméride multidisciplinar que implicaba a diversas instituciones para acercar la pintura barroca a la ciudadanía y visitantes de la ciudad hispalense, que conmemoró el 400 aniversario del nacimiento del universal pintor sevillano.
En julio de 2019 ganó el concurso para el cargo de directora del Centro Andaluz de las Letras (CAL), ubicado en Málaga y dependiente de la Consejería de Cultura y Patrimonio Histórico de la Junta de Andalucía, puesto al que accedió tras lograr la máxima puntuación (9,70 de un máximo de 10) en el concurso convocado por la Agencia Andaluza de Instituciones Culturales. Sucedió en el cargo a Juan José Téllez Rubio.
En mayo de 2022, Díaz fue elegida académica numeraria de la Real Academia Sevillana de Buenas Letras. En la misma votación fue igualmente elegido académico numerario el catedrático de Historia de América de la Universidad de Sevilla Pablo Emilio Pérez-Mallaina.
El 7 de mayo de 2023 ingresó en la Real Academia de Buenas Letras con el discurso "Una topoliteratura sevillana, la ciudad como inspiración literaria", que fue contestado por el periodista y académico Ignacio Camacho.
El 14 de junio de 2023 ingresa en la Real Academia Hispano Americana de Ciencias, Artes y Letras de Cádiz con el discurso "Blanco White: pasión y tormento en Cádiz".
En noviembre de 2023 publicó con la editorial Galaxia Gutenberg su novela Los viajeros del continente.

## Reconocimientos
En marzo de 2023 fue galardonada con el premio que concede el Ayuntamiento de Sevilla a mujeres destacas en el mundo de la política, la ciencia, la cultura, el deporte o la empresa, "Sevilla, territorio de igualdad", en la modalidad de Comunicación. En 2018 obtuvo el Premio Andalucía de Periodismo por la serie de artículos culturales "Google time" publicada en la revista Andalucía en la Historia. En noviembre de ese mismo año, fue galardonada en la primera edición de los Premios ROMA: Universidad, Mujer y Empresa, creados por la Universidad Pablo de Olavide de Sevilla para visibilizar el talento de mujeres relevantes, en la categoría Mujer Arte, Cultura y Deporte "por su prolífica e importante trayectoria profesional en el campo de la literatura y del periodismo cultural".
En febrero de 2025 fue premiada por la Junta de Andalucía con el galardón "BANDERA DE ANDALUCÍA" en la modalidad de las Ciencias Sociales y las Letras.

## Obra
- Los viajeros del continente. Galaxia Gutenberg, 2023. ISBN 978-84-19738-20-2
- El sueño del gramático. Fundación Lara, 2022. .
- Memoria de cenizas (reedición). Editorial el Paseo, 2020.
- Vida y ficciones del abate Marchena (coordinación y prólogo). Fundación Lara, 2018. ISBN 9788417453169.
- El color de los ángeles. Planeta, 2017. ISBN 9788408171126.
- Travesías históricas: viajeros andaluces que contaron el mundo. Fundación Lara, 2017. ISBN 9788415673293.
- Semana Santa insólita. Delirios y visiones heterodoxas de la Semana Santa sevillana. Editorial Almuzara, 2014.
- Adriático. Fundación José Manuel Lara 2013 ISBN 978-84-96824-99-7.
- El sonámbulo de Verdún. Ediciones Destino 2011 ISBN 978-84-233-4555-7.
- Sevilla, un retrato literario. Editorial Paréntesis 2011 ISBN 978-84-9919-182-9.
- El Club de la Memoria. Ediciones Destino 2008 ISBN 978-84-233-4021-7. Finalista Premio Nadal
- La Andalucía del exilio. Fundación José Manuel Lara 2008. ISBN 9788496824331.
- Hijos del Mediodía. Fundación José Manuel Lara 2006 ISBN 84-96556-15-8
- Memoria de cenizas. Fundación José Manuel Lara 2005 ISBN 84-96152-38-3
- Salvador Távora. El sentimiento trágico de Andalucía. Fundación José Manuel Lara 2005 ISBN 84-96152-81-2
- El polvo del camino. El libro maldito del Rocío Signatura Ediciones de Andalucía, 2001 ISBN 84-95122-41-3

## Premios y reconocimientos

### Premios por obra literaria
- 2013 Premio Literario Feria del Libro de Sevilla por su trayectoria literaria.
- 2013 Premio Málaga de Novela.
- 2013 Premio Andalucía de la Crítica.
- 2008 Finalista del Premio Nadal.
- 2006 Premio El Público de la RTVA.
- 2005 Premio Unamuno.

### Premios de periodismo
- Marzo 2023 Premio Sevilla, Territorio de Igualdad 2023, en la modalidad de Comunicación.
- 2018 Premio Andalucía de Periodismo por la serie de artículos culturales "Google time" publicada en la revista Andalucía en la Historia.
- 2003 y 2004 Finalista del Premio Nacional de Periodismo.
- Otros premios de periodismo que ha ganado son Francisco Valdés, Unicaja, Universidad de Sevilla, Ciudad de Málaga y Ciudad de Huelva.